# Skate America de 2006
El Skate America de 2006 fue una competición internacional de patinaje artístico sobre hielo, el primero de los seis eventos del Grand Prix de la temporada 2006/2007. La competición tuvo lugar en Hartford, estado de Connecticut, entre el 26 y el 29 de octubre de 2006. Además de recibir premios en las disciplinas de patinaje masculino, femenino, parejas y danza sobre hielo, los patinadores también obtuvieron puntos para clasificarse para la final del Grand Prix.

## Resultados

### Patinaje individual masculino
| Clasificación | Nombre               | País           | Total  | Programa corto | Programa corto | Programa libre | Programa libre |
| ------------- | -------------------- | -------------- | ------ | -------------- | -------------- | -------------- | -------------- |
| 1             | Nobunari Oda         | Japón          | 231,39 | 1              | 81,80          | 2              | 149,59         |
| 2             | Evan Lysacek         | Estados Unidos | 221,09 | 3              | 70,35          | 1              | 150,74         |
| 3             | Alban Préaubert      | Francia        | 212,67 | 2              | 73,80          | 3              | 138,87         |
| 4             | Kevin van der Perren | Bélgica        | 178,52 | 5              | 63,43          | 5              | 115,09         |
| 5             | Serguéi Davydov      | Bielorrusia    | 175,72 | 6              | 60,91          | 7              | 114,81         |
| 6             | Scott Smith          | Estados Unidos | 173,08 | 8              | 58,25          | 6              | 114,83         |
| 7             | Serguéi Voronov      | Rusia          | 173,03 | 9              | 56,40          | 4              | 116,63         |
| 8             | Ryan Bradley         | Estados Unidos | 172,29 | 4              | 64,44          | 9              | 107,85         |
| 9             | Christopher Mabee    | Canadá         | 163,16 | 7              | 58,35          | 10             | 104,81         |
| 10            | Karel Zelenka        | Italia         | 161,95 | 10             | 53,31          | 8              | 108,64         |
| 11            | Yasuharu Nanri       | Japón          | 150,36 | 12             | 49,20          | 11             | 101,16         |
| Retiro        | Nicholas Young       | Canadá         |        | 11             | 49,72          |                |                |

### Patinaje individual femenino
| Clasificación | Nombre            | País           | Total  | Programa corto | Programa corto | Programa libre | Programa libre |
| ------------- | ----------------- | -------------- | ------ | -------------- | -------------- | -------------- | -------------- |
| 1             | Miki Ando         | Japón          | 192,59 | 2              | 66,74          | 1              | 125,85         |
| 2             | Kimmie Meissner   | Estados Unidos | 177,78 | 3              | 58,82          | 2              | 118,96         |
| 3             | Mao Asada         | Japón          | 171,23 | 1              | 68,84          | 4              | 102,39         |
| 4             | Sarah Meier       | Suiza          | 169,01 | 4              | 57,60          | 3              | 111,41         |
| 5             | Emily Hughes      | Estados Unidos | 147,34 | 5              | 57,42          | 6              | 89,92          |
| 6             | Mai Asada         | Japón          | 138,29 | 6              | 48,66          | 7              | 89,63          |
| 7             | Kiira Korpi       | Finlandia      | 132,93 | 8              | 42,98          | 5              | 89,95          |
| 8             | Mira Leung        | Canadá         | 128,07 | 7              | 44,34          | 8              | 83,73          |
| 9             | Valentina Marchei | Italia         | 116,81 | 9              | 42,92          | 9              | 73,89          |
| 10            | Michelle Cantú    | México         | 108,04 | 10             | 37,38          | 11             | 70,66          |
| 11            | Katy Taylor       | Estados Unidos | 106,07 | 11             | 34,66          | 10             | 71,41          |

### Patinaje en parejas
| Clasificación | Nombre                                  | País           | Total  | Programa corto | Programa corto | Programa libre | Programa libre |
| ------------- | --------------------------------------- | -------------- | ------ | -------------- | -------------- | -------------- | -------------- |
| 1             | Rena Inoue / John Baldwin               | Estados Unidos | 169,90 | 1              | 59,28          | 2              | 110,62         |
| 2             | Dorota Siudek / Mariusz Siudek          | Polonia        | 161,47 | 4              | 50,34          | 1              | 111,13         |
| 3             | Naomi Nari Nam / Themistocles Leftheris | Estados Unidos | 161,32 | 2              | 57,32          | 3              | 104,00         |
| 4             | Anabelle Langlois / Cody Hay            | Canadá         | 153,63 | 3              | 55,86          | 4              | 97,77          |
| 5             | Mariya Mujórtova / Maksim Trankov       | Rusia          | 141,31 | 5              | 49,02          | 5              | 92,29          |
| 6             | Tiffany Vise / Derek Trent              | Estados Unidos | 131,19 | 7              | 46,86          | 6              | 84,33          |
| 7             | Yelena Yefayeva / Alekséi Menshikov     | Rusia          | 130,53 | 6              | 48,68          | 7              | 81,85          |
| 8             | Dominika Piatkowska / Dmitri Khromin    | Polonia        | 123,21 | 8              | 44,58          | 8              | 78,63          |

### Danza sobre hielo
| Clasificación | Nombre                               | País           | Total  | Danza obligatoria | Danza obligatoria | Danza corta | Danza corta | Danza libre | Danza libre |
| ------------- | ------------------------------------ | -------------- | ------ | ----------------- | ----------------- | ----------- | ----------- | ----------- | ----------- |
| 1             | Albena Denkova / Maxim Staviski      | Bulgaria       | 201,58 | 1                 | 39,19             | 1           | 62,27       | 1           | 100,12      |
| 2             | Melissa Gregory / Denis Petukhov     | Estados Unidos | 180,98 | 2                 | 35,02             | 2           | 55,61       | 2           | 90,35       |
| 3             | Nathalie Péchalat / Fabian Bourzat   | Francia        | 167,28 | 3                 | 32,38             | 3           | 52,88       | 4           | 82,02       |
| 4             | Morgan Matthews / Maxim Zavozin      | Estados Unidos | 164,94 | 5                 | 29,95             | 4           | 51,05       | 3           | 83,94       |
| 5             | Sinead Kerr / John Kerr              | Reino Unido    | 160,09 | 4                 | 30,98             | 5           | 50,06       | 5           | 79,05       |
| 6             | Kimberley Navarro / Brent Bommentre  | Estados Unidos | 152,78 | 8                 | 27,56             | 6           | 47,63       | 6           | 77,59       |
| 7             | Nozomi Watanabe / Akiyuki Kido       | Japón          | 149,27 | 6                 | 29,79             | 8           | 44,37       | 7           | 75,11       |
| 8             | Alexandra Zaretski / Roman Zaretski  | Israel         | 143,95 | 7                 | 27,62             | 7           | 46,02       | 9           | 70,31       |
| 9             | Chantal Lefebvre / Arseni Markov     | Canadá         | 142,87 | 10                | 25,15             | 9           | 43,34       | 8           | 74,38       |
| 10            | Natalia Mijáilova / Arkadi Serguéyev | Rusia          | 135,99 | 9                 | 25,80             | 10          | 41,90       | 10          | 68,29       |
| 11            | Allie Hann-McCurdy / Michael Coreno  | Canadá         | 131,07 | 11                | 23,58             | 11          | 39,57       | 11          | 67,92       |